# Aphelogaster apicalis
Aphelogaster apicalis är en skalbaggsart som beskrevs av Aurivillius 1916. Aphelogaster apicalis ingår i släktet Aphelogaster och familjen långhorningar. Inga underarter finns listade i Catalogue of Life.